# Riobarba
Riobarba (llamada oficialmente San Paulo de Río Barba) es una parroquia española del municipio de Vicedo, en la provincia de Lugo, Galicia.

## Historia
El topónimo "Riobarba" se registra ya en 1488, en la donación de "San Payo de Riobarba" para la Guerra de Granada.[cita requerida]
En el año 1840 (18 de octubre) se creó el Ayuntamiento de Riobarba, reflejado en el Boletín Oficial de la Provincia de Lugo con las parroquias actuales del municipio de Vicedo.
Durante los siguientes años se mantuvo cierta estabilidad manteniéndose Riobarba como capital del municipio del mismo nombre, hasta que en el año 1952 mediante circular del gobernador civil de Lugo, se cambió la capitalidad y el nombre de municipio por el de Vicedo (14 de julio de 1952), nombre de un lugar de la parroquia da San Esteban de Valle que posteriormente se utilizó para designar tanto a la parroquia como al ayuntamiento.

## Otras denominaciones
La parroquia también es conocida por el nombre de San Pablo de Riobarba.

## Organización territorial
La parroquia está formada por veintidós entidades de población, constando veinte de ellas en el nomenclátor del Instituto Nacional de Estadística español:

### Entidades de población
Entidades de población que forman parte de la parroquia:
- Abezán
- Canto do Muro (O Canto do Muro)
- Chao (O Chao)
- Cortellas
- Cova (A Cova)
- Espido
- Espigueiras
- Forqueta (A Forqueta)
- Insua
- Maladas
- Mangas (As Mangas)
- Montemeao
- Pardiñeira (A Pardiñeira)
- Tellado (O Tellado)
- Vilar (O Vilar)

### Despoblados
Despoblados que forman parte de la parroquia:
- Costa (A Costa)
- Golpeiras
- Hirgos (Os Sirgos)
- Navallos (Os Navallos)
- Regal (O Regal)
- Rego (O Rego)
- Rego dos Bois (O Rego dos Bois)

## Demografía
| Gráfica de evolución demográfica de Riobarba entre 2000 y 2021 |
|                                                                |
| Datos según el nomenclátor publicado por el INE.               |